# Iwamizawa

Iwamizawa (岩見沢市  Iwamizawa-shi?) este un municipiu din Japonia, prefectura Hokkaidō.